# Macronucleo
Il macronucleo è il nucleo più grande degli organismi che presentano dimorfismo nucleare, come i ciliati. I macronuclei sono poliploidi e subiscono la divisione diretta (scissione binaria) senza mitosi. Controllano le  funzioni cellulari non legate alla riproduzione, quali lo sviluppo e il metabolismo. Il macronucleo contiene centinaia di cromosomi, ciascuno presente in molte copie.